# مدينة أويندو
أويندو (بالإنجليزية: Owendo)، هي مدينة ساحلية تقع في الغابون، وتشكل ضاحية جنوب غرب ليبرفيل.

## التاريخ
- في عام 1978، تم ربط خط السكة الحديد عبر الغابون بالمدينة.[5]

- عام 2023، وقعت مجموعة Fortescue Metals Group صفقة لاستخراج خام الحديد في Belinga باستخدام الطرق والسكك الحديدية للوصول إلى ميناء أويندو سيتم نقل حوالي 2 مليون طن من الحديد الخام.[6]

- الصناعة في مدينة أويندو هي الأسمنت.[7]